# Living Planet Index Nederland
De Living Planet Index Nederland (LPI) is voornamelijk gebaseerd op gegevens die worden verzameld door duizenden vrijwilligers die regelmatig op pad gaan om planten of dieren te tellen. Dankzij hun werk is Nederland een van de landen met de meeste informatie over planten en dieren. De gegevens worden systematisch verzameld en gecontroleerd door de experts van de soortenorganisaties, bijvoorbeeld RAVON of Stichting Anemoon, en vervolgens geanalyseerd door het CBS. De resultaten worden samengevat in een aantal hanteerbare indicatoren voor de staat van de Nederlandse natuur.

## Opstelling

### Wijze van berekenen
De Living Planet Index (LPI) is samengesteld uit de trends (consistente veranderingen in populatiegrootte) van de afzonderlijk soorten. Eerst zijn de trends per soort berekend, vervolgens zijn die geaggregeerd tot de LPI. Jaarlijks berekent het Centraal Bureau voor de Statistiek in nauwe samenwerking met de soortenorganisaties de verandering in de populaties van inheemse diersoorten. Voor de meeste soorten is dat de verandering in aantallen. Voor sommige soorten, bijvoorbeeld vissen, ontbreken die cijfers echter; dan is de verandering in verspreiding genomen als benadering van de populatieontwikkeling. Zo ontstaan reeksen die het populatieverloop per soort in de tijd weerspiegelen.
- Populatiegegevens van bijna alle soorten (uitgezonderd een aantal zoogdieren) komen van het Netwerk Ecologische Monitoring. Verspreidingsgegevens komen van de Nationale Databank Flora en Fauna of direct van de soortenorganisatie. Gegevens van zeevissen komen van de International Council for the Exploration of the Sea (ICES, Kopenhagen).
- Van alle soorten wordt de populatiegrootte of het aantal kilometerhokken waarin ze voorkomen jaarlijks bepaald, zodat tijdreeksen ontstaan. Bij zeevissen gaat het om het aantal zogenaamde ICES-hokken van circa 30 bij 30 mijl in de gehele Noordzee.
- Populatietrends zijn berekend met het statistische programma TRIM van het CBS. Trends in verspreiding zijn berekend met "occupancy modellen".[1]
- Om het populatieverloop vergelijkbaar te maken, is voor elke soort de waarde in 1990 op 1 gesteld en zijn de waarden voor de overige jaren naar evenredigheid berekend (geïndexeerd). Bij sommige soorten zijn geen gegevens van 1990 voorhanden; dan is het eerste jaar op 1 gezet.
- De trend van een soort en van een LPI heet stabiel als deze niet significant is gestegen of gedaald en de onzekerheid van de trend klein is. Als de trend wel significant is, maar het niet zeker is of de verandering meer dan 5 procent per jaar is, dan wordt de trend ‘matig’ genoemd. Als de trend zeker groter is dan 5 procent per jaar, dan heet de trend ‘sterk’.

### Aggregatie tot LPI
In de LPI zijn geïndexeerde tijdreeksen gebruikt van dagvlinders, libellen, zoogdieren, broedvogels (dus geen vogels die in Nederland komen overwinteren of doortrekken), reptielen, amfibieën en vissen. Uit die tijdreeksen is de LPI afgeleid door per jaar het gemiddelde indexcijfer van alle soorten te berekenen. Elke soort telt hierin even zwaar mee.
- Van de meeste groepen zijn alle inheemse soorten opgenomen, maar bij zoogdieren en vissen ontbreekt een aantal soorten bij gebrek aan gegevens.
- De LPI is samengesteld uit gegevens van 421 soorten: 57 soorten libellen (alle Nederlandse soorten), 51 soorten dagvlinders (alle Nederlandse soorten), 35 soorten zoogdieren (ruim de helft van de Nederlandse soorten), 173 soorten broedvogels (alle Nederlandse soorten), 7 soorten reptielen (alle Nederlandse soorten), 16 soorten amfibieën (alle Nederlandse soorten), 37 soorten zoetwatervissen (de meeste Nederlandse soorten), 45 soorten zeevissen (de meeste Nederlandse soorten).
- Per jaar is het indexcijfer voor al deze soorten meetkundig (geometrisch) gemiddeld. Daardoor telt niet het verschil, maar de verhouding tussen getallen: een verdubbeling (bijvoorbeeld van 1 naar 2) telt even zwaar als een halvering (van 1 naar 0,5).
- De berekeningswijze van de mondiale LPI wordt gevolgd.[3] Jaarcijfers van een soort die 10 keer zo groot of 10 keer zo klein zijn als in het jaar ervoor worden uit de reeks weggelaten om uitschieters te vermijden. Dat komt overigens maar weinig voor.
- Om grote toevalsschommelingen te dempen is vervolgens voor elk jaar het gemiddelde over een aantal jaar genomen door een smoothing algoritme toe te passen. Door de smoothing heeft de graadmeter in het beginjaar niet altijd precies de waarde 1.
- De betrouwbaarheidsintervallen van de LPI zijn gebaseerd op de betrouwbaarheidsintervallen van de indexcijfers van de afzonderlijke soorten.

### Rode Lijst Graadmeter
Naast de Nederlandse LPI heeft het CBS ook de Rode Lijst graadmeter ontwikkeld. Die geeft aan hoeveel Nederlandse inheemse planten- en diersoorten zeldzaam zijn en/of sterk achteruit zijn gegaan, en hoe ernstig hun gezamenlijke bedreiging is. De Rode Lijst graadmeter is afgeleid van de Rode Lijsten van bedreigde soorten. Daarop staan inheemse soorten planten en dieren die in 1950 in Nederland voorkwamen en nu zeldzaam zijn of in aantal of verspreiding achteruit zijn gegaan. Dat geldt voor één op de drie soorten planten en dieren. De graadmeter is berekend in 1995, 2005 en 2013.
Tussen 1995 en 2005 nam het aantal bedreigde soorten nog enigszins toe, maar na 2005 nam het aantal soorten iets af. De verandering is klein: bijna een op de drie planten- en diersoorten in Nederland was en is in meer of mindere mate bedreigd. De gezamenlijke mate van bedreiging is sinds 1995 licht afgenomen.
De LPI en de Rode Lijst graadmeter vullen elkaar aan: 
- De LPI geeft een gemiddeld beeld van veel soorten, waaronder algemene. De Rode Lijst graadmeter richt zich op soorten in de gevarenzone. De LPI mist een aantal soorten waar onvoldoende gegevens van zijn.
- In de Rode Lijst graadmeter zijn plantensoorten opgenomen, in de LPI nog niet.
- De Rode Lijst graadmeter weerspiegelt alleen grote veranderingen, want een onbedreigde soort zal niet zo gauw de status van bedreigd krijgen: daar gaat een periode van achteruitgang aan vooraf. De LPI is gevoeliger voor veranderingen omdat elke populatieverandering meteen meetelt.
- Door de LPI op te splitsen kan bovendien gevolgd worden waar verliezen plaatsvinden en waar toenames optreden. De Rode Lijst graadmeter laat zich moeilijker opsplitsen.

## Edities
De Living PLanet Indices worden alternerend in de oneven jaren opgesteld en gepubliceerd in het Living Planet Report Nederland.

### LPI 2015
Uit de Nederlandse LPI blijkt dat sinds 1990 een voorzichtig herstel is opgetreden. De omvang van de gemeten dierpopulaties zijn tussen 1990 en 2003 met gemiddeld ongeveer 15 procent toegenomen en sindsdien gemiddeld stabiel gebleven. Libellen, zoogdieren, broedvogels, en reptielen namen toe. Dagvlinders en amfibieën namen af. Vissen, zowel levend in zoet water, als in zee bleven gemiddeld stabiel.

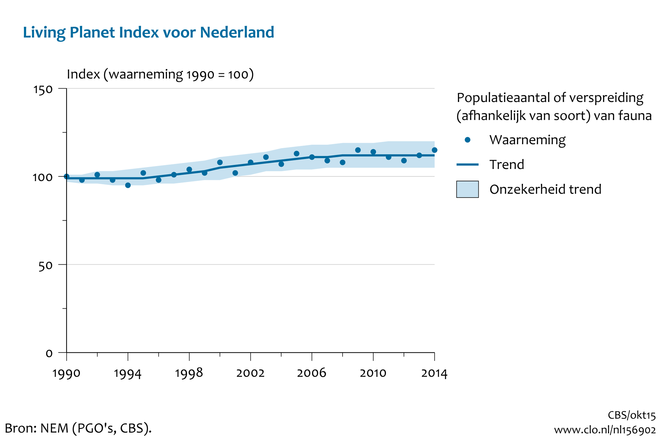
Living Planet Index Nederland 2015

De stijgende LPI wil niet zeggen dat de Nederlandse natuur er goed voor staat. De recente stijging volgt namelijk op een grote historische achteruitgang en heft nog maar een fractie van het verlies op. Maar het laat wel zien dat het mogelijk is om de dalende trend om te buigen. De stijgende Nederlandse LPI staat in contrast met de dalende mondiale LPI. Wereldwijd is de populatieomvang van gewervelde soorten tussen 1990 en 2010 sterk afgenomen.
De Nederlandse index komt wel overeen met de mondiale index voor de rijke inkomenslanden, die ook licht stijgt. Dat is niet alleen maar goed nieuws. In deze landen heeft, net als in Nederland, de achteruitgang al voor 1970 plaats gevonden. De stijging is het resultaat van voorzichtig herstel na zware verliezen. Bovendien drukt de consumptie van de rijke inkomenslanden niet alleen op de biodiversiteit in die landen zelf, maar ook elders. De rijke landen importeren immers op grote schaal grondstoffen uit de tropen, waar de LPI sterk is gedaald.

#### De Nederlandse LPI in perspectief
Nederland heeft  het Biodiversiteitsverdrag (CBD) van de Verenigde Naties geratificeerd. De CBD heeft als hoofddoel de wereldwijde achteruitgang van de biodiversiteit te remmen. De mondiale LPI is een van de indicatoren die worden gebruikt om de voortgang daarin te meten. De Nederlandse LPI volgt de trends op Nederlands niveau.
Nederland is bovendien gebonden aan Europese afspraken en verplichtingen over gewenste natuur- en milieucondities. De belangrijkste regelingen zijn: de Vogelrichtlijn, de Habitatrichtlijn, de Kaderrichtlijn Water en de Kaderrichtlijn Mariene Strategie. Voor deze regelingen wordt de staat van de natuur ook gemeten, maar op andere manieren. De belangrijkste overeenkomsten en verschillen tussen die andere maten en de Nederlandse LPI zijn:

##### De Vogel- en Habitatrichtlijn
De Vogelrichtlijn en de Habitatrichtlijn zijn wetten die aangeven welke soorten dieren en planten en welke typen leefgebieden, ook wel habitattypen genoemd, de lidstaten van de Europese Unie moeten beschermen. De lidstaten rapporteren elke zes jaar over ‘de staat van instandhouding’ van de soorten die bescherming genieten. Een gunstige staat van instandhouding betekent dat de soort kan gedijen omdat het leefgebied voldoende groot is en voldoende kwaliteit heeft. Volgens de Vogelrichtlijn zijn alle inheemse Europese vogelsoorten (zowel broedvogels als overwinteraars) beschermd. Volgens de Habitatrichtlijn is in Nederland een selectie van 64 andere soorten dieren, voornamelijk zoogdieren, beschermd.
Uit het laatste onderzoek van de Europese Commissie blijkt dat op Europees niveau meer dan een derde van de vogelsoorten onder druk staat, onder meer de veldleeuwerik en de grutto. Nederland doet het minder slecht dan andere landen, maar ook hier gaat ruim 30 procent van de soorten broedvogels achteruit. 
Op Europese schaal heeft meer dan driekwart van de dier- en plantensoorten die onder de Habitatrichtlijn vallen een ongunstige staat van instandhouding. Ingezoomd op Nederland, dan blijkt de situatie ongeveer hetzelfde. In Nederland wordt de staat van instandhouding van bijna alle leefgebieden als ongunstig beoordeeld; hierin scoort Nederland het slechtst van alle EU-landen. 
De Europese rapportage meldt dus zorgen over een groot aantal beschermde soorten. Dat lijkt strijdig met de licht stijgende LPI.
De belangrijkste onderliggende verschillen zijn:
- De LPI meet veranderingen in populatiegroottes. De EEA beoordeelt de ‘staat van instandhouding’, die wordt bepaald door populatietrends, verspreidingstrends, bedreigingen en toekomstperspectief. Een soort waarvan de populaties groeien (en die dus een positieve invloed heeft op de LPI) kan toch een slechte staat van instandhouding hebben, bijvoorbeeld als het leefgebied onder druk staat.
- Slechts een klein deel van de andere diersoorten dan vogels valt onder de Habitatrichtlijn. Dat zijn met name zeldzame en kwetsbare soorten waar het over het algemeen slecht mee gaat en die dus een ongunstige staat van instandhouding hebben. In de LPI zijn ook de algemene soorten opgenomen en veel van die soorten doen het goed. Daardoor neemt de grootte van de populaties van LPI-soorten gemiddeld toe en stijgt de LPI licht.

Er zijn ook overeenkomsten: de grootste bedreigingen die het EEA-rapport noemt, vallen samen met wat als grootste bedreigingen uit de LPI-bepalingen naar voren komen: landbouw (intensivering, vermesting) en hydrologische ingrepen (verdroging). 
Volgens het Europese rapport doen soorten van graslanden en duinen het slecht. De bevindingen van de LPI stroken daarmee: de LPI’s voor het agrarisch landschap en open natuurgebieden laten een daling zien.

##### De Kaderrichtlijn Water
De Europese Kaderrichtlijn water (KRW) streeft naar een goede kwaliteit van al het oppervlaktewater en grondwater. De doelstelling is dat er binnen heel Europa duurzaam wordt omgegaan met water. De KRW schrijft voor dat de waterkwaliteit regelmatig wordt beoordeeld, zowel de chemische als de ecologische kwaliteit. De meeste Nederlandse wateren voldoen niet aan de eisen en Nederland staat van alle Europese landen het verst van de ten doel gestelde waterkwaliteit af. De grootste problemen zijn vermesting, onnatuurlijke inrichting, gebrek aan migratiemogelijkheden voor vissen en bestrijdingsmiddelen. Deze problemen komen uit de LPI-analyses ook naar voren. Toch laat de LPI voor zoet water en moerassen een vooruitgang zien. Dat lijkt in strijd met de slechte KRW-beoordeling. Onderliggende verschillen zijn:
- De KRW-eisen vormen een samenhangend pakket. Als ergens iets niet in orde is, krijgt dat water een slechte score. Het kan bijvoorbeeld zijn dat de waterkwaliteit er verbeterd is, maar dat enkele soorten die zich niet makkelijk verspreiden, zoals kokerjuffers en haften, het gebied nog niet hebben bereikt. Als andere dierpopulaties het dan goed doen, pakt de LPI goed uit, terwijl de KRW-score slecht is.
- De KRW-beoordeling is gebaseerd op deels andere diersoorten dan de LPI, en ook op soorten waterplanten en algen.
- Voor de KRW worden vooral de grotere wateren beoordeeld, waar de kwaliteit minder is verbeterd dan in kleine wateren. In de LPI voor zoet water tellen kleine wateren mee.

##### De Kaderrichtlijn Mariene Strategie
De Europese Kaderrichtlijn Mariene Strategie (KRM) verplicht de lidstaten een strategie te ontwikkelen om het mariene milieu te beschermen en te herstellen. In 2020, zo is het doel, is de Noordzee schoon, gezond en productief, functioneert het ecosysteem optimaal en is het veerkrachtig, en is het gebruik van de zee duurzaam. Startpunt is een eerste beoordeling van de Noordzee: de inventarisatie van ecologische waarden, economisch gebruik, bedreigingen voor het ecosysteem en bestaand en voorgenomen beleid, inclusief de effectiviteit hiervan.
Volgens die eerste beoordeling is de bodemfauna in het Nederlandse deel van de Noordzee achteruitgegaan en deels verdwenen.
De meeste commerciële vissoorten herstellen zich sinds 1990, nadat hun aantallen in de decennia daarvoor drastisch waren teruggelopen. Haaien- en roggensoorten echter worden in hun voortbestaan bedreigd; sommige soorten zijn al verdwenen. Zeezoogdieren gaan de laatste tijd vooruit, maar er zijn zorgen over de meeste soorten vogels van open zee. Uit de LPI-analyses voor de Noordzee komt grofweg hetzelfde beeld naar voren. De populaties van soorten zeevissen en zeezoogdieren namen sinds 1990 gemiddeld toe. In de LPI zijn nog geen zeevogels opgenomen. Visserij, waaronder bodemberoerende boomkorvisserij, en vervuiling zijn volgens de KRM-rapportage de belangrijkste bedreigingen. Ook dat komt overeen met de LPI-analyses.